# Femme devant le coucher de soleil
Femme devant le coucher de soleil (en allemand : Frau vor untergehender Sonne ) est un tableau du peintre allemand Caspar David Friedrich, réalisé vers 1818. Il est exposé au musée Folkwang d'Essen.

## Description
Le tableau représente une femme vue de dos, les bras un peu ouverts, faisant face au soleil, qui est caché par son corps, devant un paysage de prairie qui devient légèrement vallonné en arrière-plan. On distingue quelques arbres vers la gauche et, plus proches, quelques rochers encadrant la femme. Elle est vêtue d'une longue robe sombre, très habillée, où la lumière du soleil couchant n'éclaire que les poignets et les épaules, permettant d'en deviner la couleur - sans doute bleue. Le reste est dans l'ombre de la femme. Sa coiffure haute dégage la nuque. Le paysage est dans la pénombre, mais le ciel lui-même est lumineux, un dégradé de jaune à l'horizon vers l'orange foncé en montant vers le haut du tableau.

## Commentaires
Caspar David Friedrich emploie le même type de vue (personnage vu de dos devant un paysage) dans son œuvre Le Voyageur contemplant une mer de nuages.
Le tableau est parfois mal traduit en Femme dans le soleil du matin, l'image seule ne permettant pas de trancher entre lever et coucher de soleil, mais l'intitulé allemand lève le doute.
Avec la tonalité orange de son coucher de soleil, Friedrich est peut-être le chroniqueur fidèle de l'éruption historique du volcan Tambora en Indonésie en 1815. Cette éruption a modifié le climat sur l'ensemble de la planète. L'équipe du physicien Christos Zerefos de l'Observatoire national d'Athènes a examiné les peintures de paysage des cinq derniers siècles en fonction des dates des phénomènes volcaniques notables. Les aérosols issus des volcans troublent la lumière solaire et ce phénomène est particulièrement visible au coucher du soleil.